# Елкова, Валентина Алексеевна
Валенти́на Алексе́евна Елкова (21 октября 1930, Москва — 28 сентября 2023, там же) — советский и российский искусствовед, член-корреспондент Российской академии художеств (2012). Заслуженный работник культуры Российской Федерации (2002).

## Биография
Родилась 21 октября 1930 года в Москве.
В 1957 году — окончила отделение искусствоведения исторического факультета МГУ.
С 1957 по 1964 годы — научный сотрудник в ГЦХРМ имени И. Э. Грабаря.
С 1964 по 1969 годы — инспектор по декоративно-прикладному искусству в Управлении изобразительных искусств и охраны памятников в Министерстве культуры СССР.
С 1969 года — консультант Отделения декоративных искусств Российской академии художеств.
С 1998 года — член Союза художников России, член комиссии по декоративному искусству Союза художников России.
В 2012 году — избрана членом-корреспондентом Российской академии художеств от Отделения искусствознания и художественной критики.
Автор-составитель разделов альбома «Народное искусство СССР» (1972 г.), альбома-справочника «Советские художники-ювелиры» (1980 г.), альбома «Народные промыслы СССР» (1983 г)., автор публикаций и составитель каталогов по декоративном искусству.
Скончалась 28 сентября 2023 года.

## Награды
- Медаль «В память 800-летия Москвы»
- Медаль «Ветеран труда» (1997)
- Заслуженный работник культуры Российской Федерации (2002)[2]